# Fangak
Fangak ist ein Ort im Südsudan. Er liegt im gleichnamigen Fangak County im Bundesstaat Jonglei. Hauptort ist Old Fanguk. Der Ort entstand aus einer britischen Garnison. Alle Verwaltungsgebäude wurden während des Bürgerkriegs zerstört.

## Geographie
Der Ort liegt an einer Flussschlinge des Bahr el Zeraf, welcher dort von Süden nach Nordosten verläuft.

## Geschichte
Während des Zweiten Sudanesischen Bürgerkrieges hatte Gabriel Tanginya, ein Kommandant einer regierungstreuen Einheit (Sudan) von Milizen der Nuer in Fangak. Tanginya war anfangs mit Kommandant Paulino Matiep von der Anyanya II verbunden, dann schloss er sich 1991 mit Paulino der SPLA-Nasir von Riek Machar an.
Angeblich hatte die SPLA-Nasir in den 1990ern ein Gefängnis in Fangak betrieben, mitten in einem Malaria-verseuchten Sumpfgebiet.
Im Februar 2011 attackierten Einheiten, welche loyal gegenüber dem Rebellen-General George Athor waren, drei Außenposten der Sudan People’s Liberation Army (SPLA). Die besetzten kurzzeitig den Ort, bevor sie sich angesichts eintreffender Truppen der SPLA zurückzogen. Mehrere Personen wurden getötet.
Später berichtete die SPLA, dass mindestens 105 Menschen getötet worden seien, hauptsächlich Frauen und Kinder.
Der damalige Generalsekretär der Vereinten Nationen, Ban Ki-Moon, rief zu einem sofortigen Einhalten der Waffenruhe auf, welche im Januar vereinbart worden war.
Im Juli 2020 kam es zu ungewöhnlich starken Regenfällen und Überschwemmungen in dem Gebiet. Von 62 Dörfern in Old Fangak wurden 45 durch Überflutungen zerstört. Ca. 1,6 Mio. Menschen waren nach Aussagen der Vereinten Nationen betroffen.
Fangak liegt ziemlich abgelegen und ist nur per Boot oder Flugzeug erreichbar. Daher haben dort schon oft Flüchtlinge aus anderen Teilen des Landes Schutz gesucht.

## Persönlichkeiten
- Buth Diu (gest. 1972)